# I.Ae. 23
El I.Ae. 23 fue un avión biplano de entrenamiento primario y acrobático construido por la Fábrica Militar de Aviones (FMA) de Argentina. Era conocido como "Focke-Wulf de Madera", por tratarse esencialmente de un biplano alemán Focke-Wulf Fw 44 J construido bajo licencia con madera argentina.

## Historia

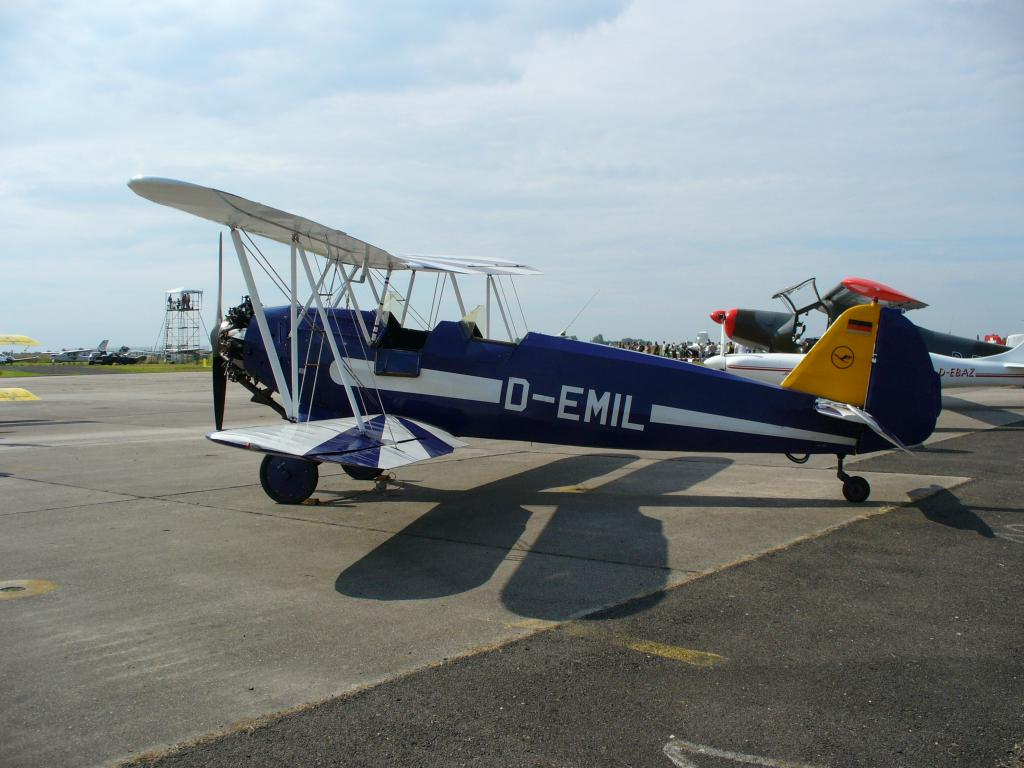
Focke-Wulf Fw 44, del cual derivaba el I.Ae.23

Entre 1937 y 1942 la FMA había construido 190 unidades del FW-44J Stieglitz (diseñado por el profesor Kurt Tank). El mismo fue impulsando con una versión de construcción nacional del motor Siemens Bramo Sh-14 denominada I. Ae. Sh-14. Los Fw 44J se destinaron a la Escuela de Aviación Militar y posteriormente a numerosos aeroclubes para usarlos como aviones de instrucción.
En 1944, el Instituto Aerotécnico recibió la solicitud de experimentar la fabricación del Fw 44J, pero empleando maderas netamente nacionales en vez de importarlas, siguiendo la impronta iniciada por el desarrollo del entrenador I.Ae. 22 "DL". El proyecto recibió el nombre de I.Ae. 23 y voló por primera vez el 7 de julio de 1945. A pesar del éxito logrado, solo se construyó un ejemplar, al quedar su diseño superado por otras máquinas de origen británico que se adquirieron en 1946.

## Características
Como el FW-44J del cual derivaba, el I.Ae.23 se sostenía en el aire gracias a dos planos similares de deriva simple. El tren de aterrizaje era fijo convencional, y tenía dos cabinas abiertas en tándem. Para el entrenamiento avanzado de tiro podía instalársele una foto-ametralladora.